# Johannes Baptiste Franzelin
Johannes Baptiste Franzelin, S.J., avstrijski rimskokatoliški duhovnik, škof in kardinal, * 15. april 1816, Aldino, † 11. december 1886, Rim.

## Življenjepis
Leta 1849 je prejel duhovniško posvečenje.
3. aprila 1876 je bil povzdignjen v kardinala in imenovan za kardinal-duhovnika Santi Bonifacio e Alessio.